# Haft Sin

Sofre-ye Haft Sin – Tafel des persischen Neujahrsfestes

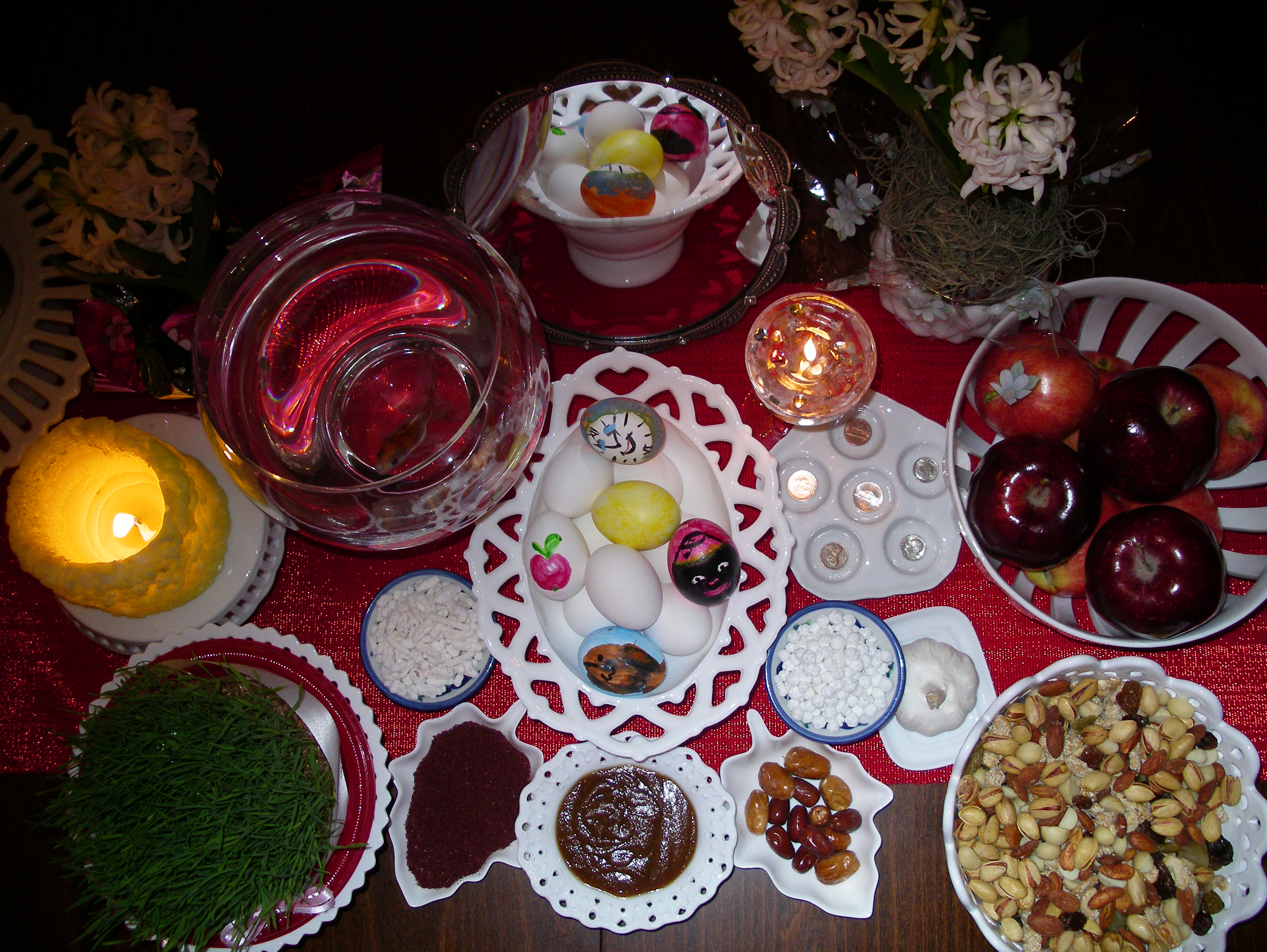
Sofre-ye Haft Sin

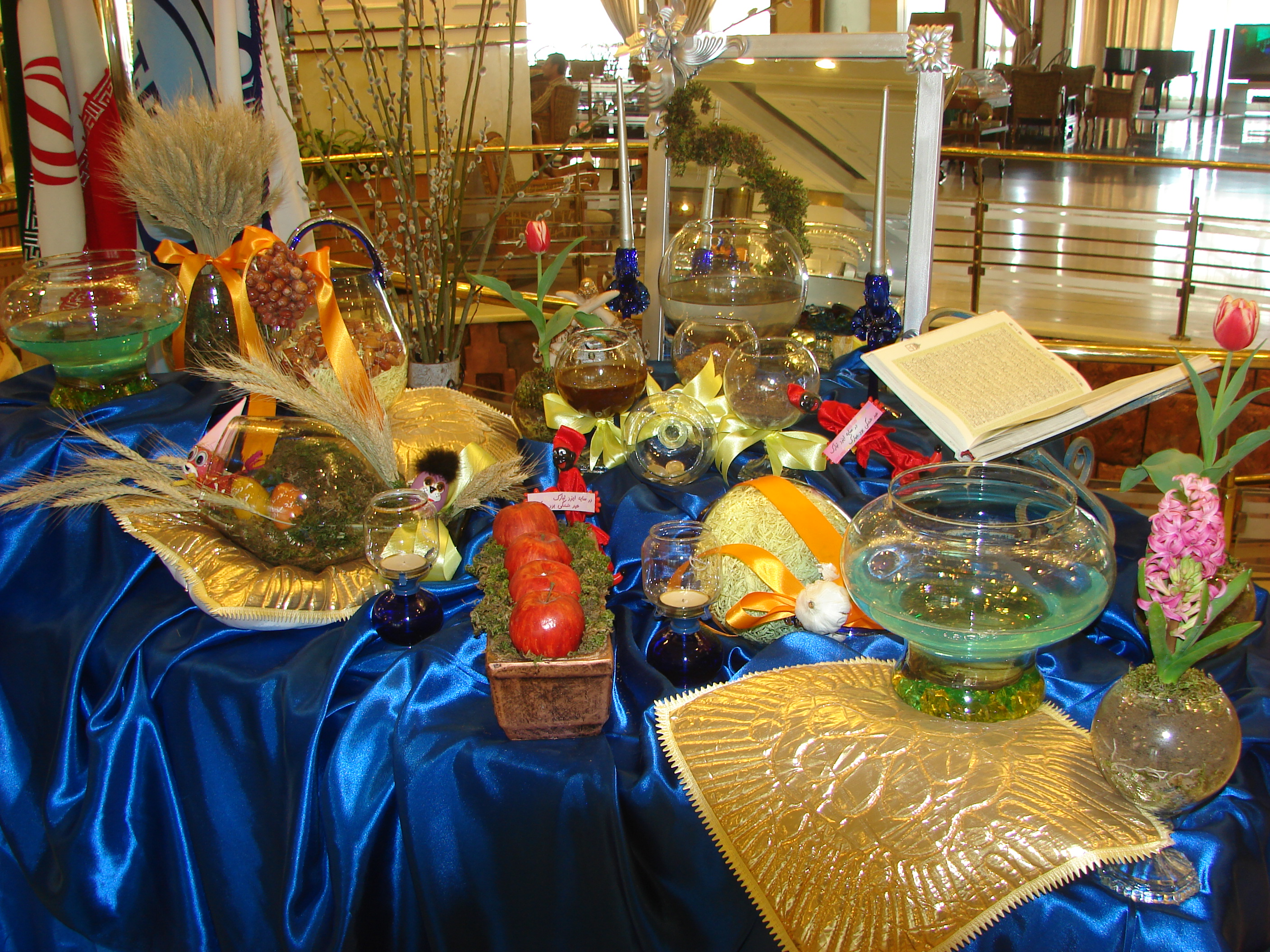
Haft Sin

Haft Sin (persisch هفت سین, ‚sieben S‘) sind sieben Elemente, mit denen das Sofre (سفره, ‚Tischtuch‘, auch ‚Tafel‘) des Nouruz-Festes (Neujahrsfest), das dann Sofre-ye Haft Sin (سفرهٔ هفت سین) genannt wird, zum Frühlingsbeginn (um den 21. März) im Iran, Kurdistan und in Afghanistan und in vielen anderen Teilen des persischsprachigen Kulturraums geschmückt wird. Das Tuch wird auf einem Tisch oder auf dem Boden ausgebreitet und die Gegenstände werden darauf gestellt, wobei ein Spiegel meist im Hintergrund steht, die Kerzen neben dem Spiegel, das Buch vor dem Spiegel. Die heutigen Bräuche gehen nicht alle auf zoroastrische Riten zurück, sondern sind zum Teil jüngeren Ursprungs und wurden auch im Laufe der Islamisierung noch verändert. Die Einzelbestandteile der Dekoration haben jedoch symbolische Bedeutungen, die zum Teil in die altiranische Zeit zurückweisen. Sie weisen Bezüge zu den Feierlichkeiten des Farvardagān auf, des Allerseelenfestes der Zarathustrier, an dem die Seelen der Verstorbenen herabkommen, um mit den Lebenden zu feiern.
Entgegen häufiger Meinung übersteigt die Zahl der Elemente, deren persische Namen in Iran mit dem Buchstaben Sin (س, DMG S) beginnen, und aufgestellt werden, die Siebenzahl, in der Tradition gehören außerdem auch Elemente zur Dekoration des Sofreh, deren Namen nicht mit Sin beginnt. Der Festtisch wird nicht nur an Nouruz geschmückt, sondern auch zu anderen Gelegenheiten, wie etwa Hochzeiten (haft sin-e aghd).
Die Deutung der Gegenstände ist unterschiedlich. Der iranische Wissenschaftler Nasser Engheta erläutert die obligatorischen sieben Bestandteile der Sofreh-e Haft Sin wie folgt:
- Sabze (سبزه, ‚Grünes‘, hier: Weizen-, Gersten- oder Linsensprossen) symbolisiert Munterkeit (sabz o choram ‚lebendig und munter‘)
- Samanak/Samanou (von den Shirazis und Kurden auch Samani genannt)[6][7] (سمنو, ‚Malz aus Weizen‘) symbolisiert Wohltat und Segen
- Sir (سیر, ‚Knoblauch‘) symbolisiert Schutz
- Sendsched (سنجد, ‚Mehlbeere‘) symbolisiert die Saat bzw. den Keim des Lebens
- Serkeh[8] (سرکه, ‚Essig‘) symbolisiert Geduld und Fröhlichkeit
- Somagh (سماق, ‚Gewürzsumach‘) symbolisiert den Geschmack des Lebens
- Sib (سیب, ‚Apfel‘) symbolisiert Schönheit und Gesundheit

Ferner kann der Haft-Sin-Tisch mit weiteren Elementen geschmückt werden:
- Sonbol, gesprochen auch Sombol (سنبل, ‚Hyazinthen‘) symbolisiert Freundschaft
- Sekeh (سکه, ‚Münze‘) symbolisiert Wohlstand
- Ayineh (آیینه, ‚Spiegel‘) symbolisiert Reinheit und Ehrlichkeit
- Scham’ (شمع, ‚Kerze‘) symbolisiert Feuer
- Tochm-e morgh-e rangi (تخم مرغ رنگی, ‚Gefärbte Hühnereier‘). Das Ei symbolisiert Fruchtbarkeit. Die Anzahl richtet sich meistens nach der Zahl der Familienmitglieder, vier Personen = vier Eier. Sie sind den Ostereiern vergleichbar.
- Mahi ghermez (ماهی قرمز, ‚Rotfisch‘, Goldfisch) im Wasser symbolisiert Glücklichkeit. Alternativ werden auch Narendsch (نارنج, ‚Bitterorangen‘) in eine Schüssel mit klarem Wasser gelegt.
- Ketāb (کتاب, ‚Buch‘) symbolisiert Weisheit; üblich sind Der Diwan von Hafis, das Schāhnāme von Abū l-Qāsem-e Ferdousī, oder je nach Glaubensrichtung das Avesta.

Neben dem Haft Sīn befinden sich häufig auch eine Schale mit traditionellen Süßspeisen bzw. klassischem Gebäck (شیرینی سنتی Schirini-ye sonnati), eine weitere Schale gefüllt mit verschiedenen Nüssen, Pistazien und Trockenfrüchten (آجیل Adschil), ein Flakon gefüllt mit Rosenwasser (گلاب Golab), Foto(s) des/der liebsten Familienangehörigen – meistens die Verstorbenen oder Kinder, vor allem wenn sie im Ausland leben – sowie eine kleine Nationalflagge auf dem Tisch, die im Ausland an die Heimat erinnert.

## Galerie

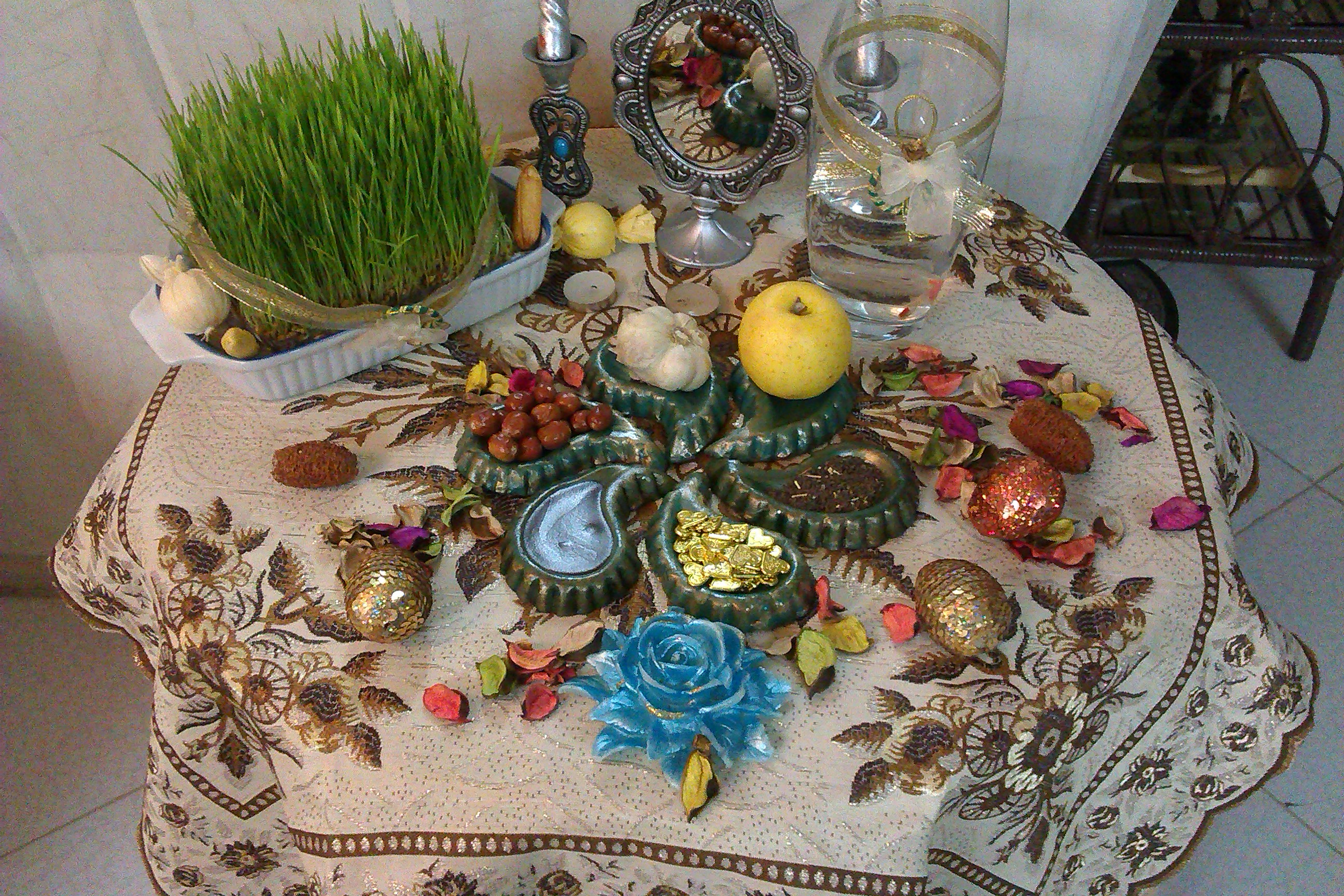
Haft Sin in Nishapur
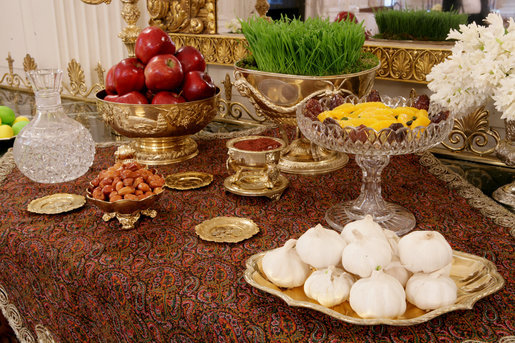
Haft Sin Tisch im Weißen Haus
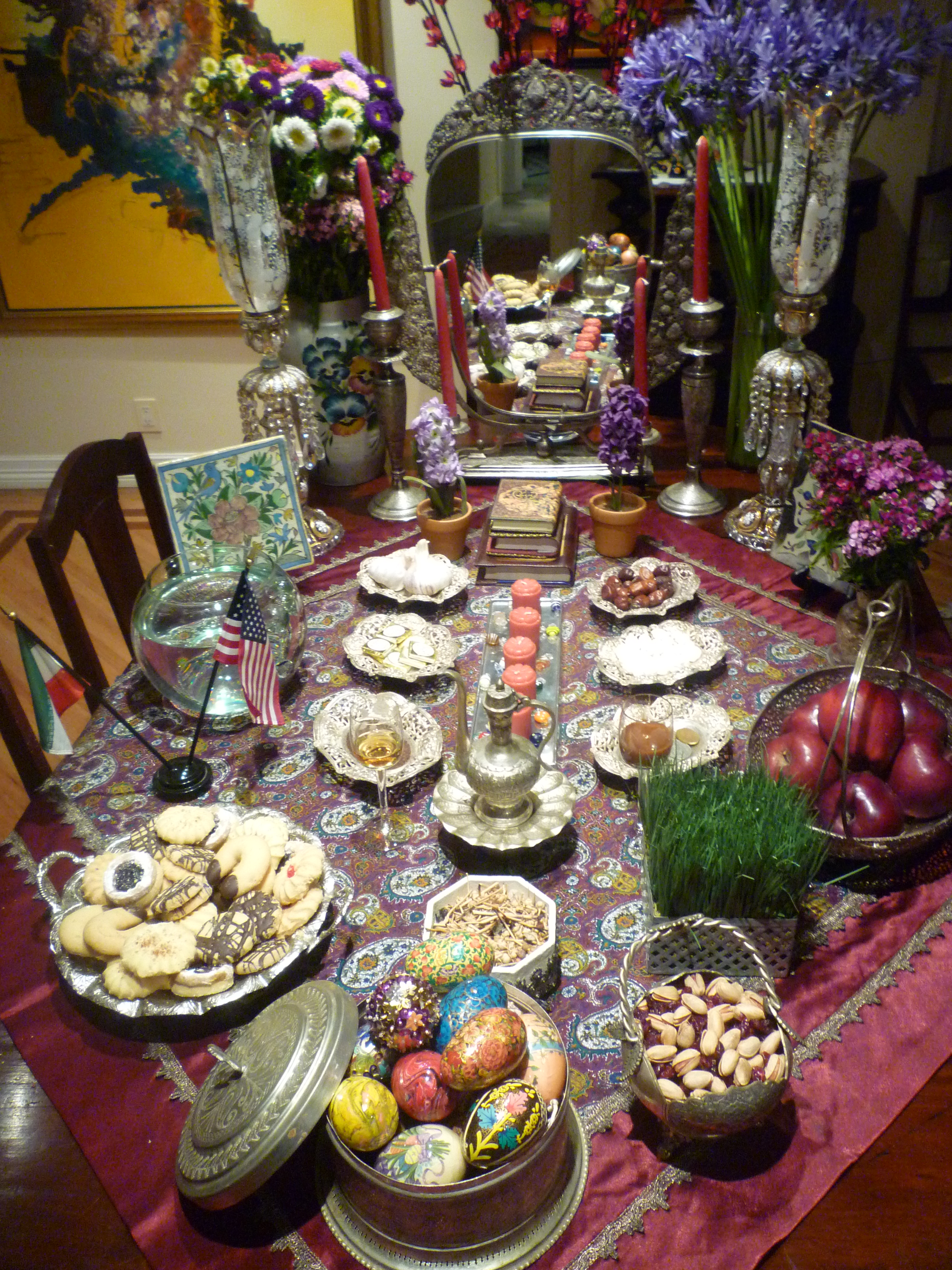
Dekorationsbeispiel
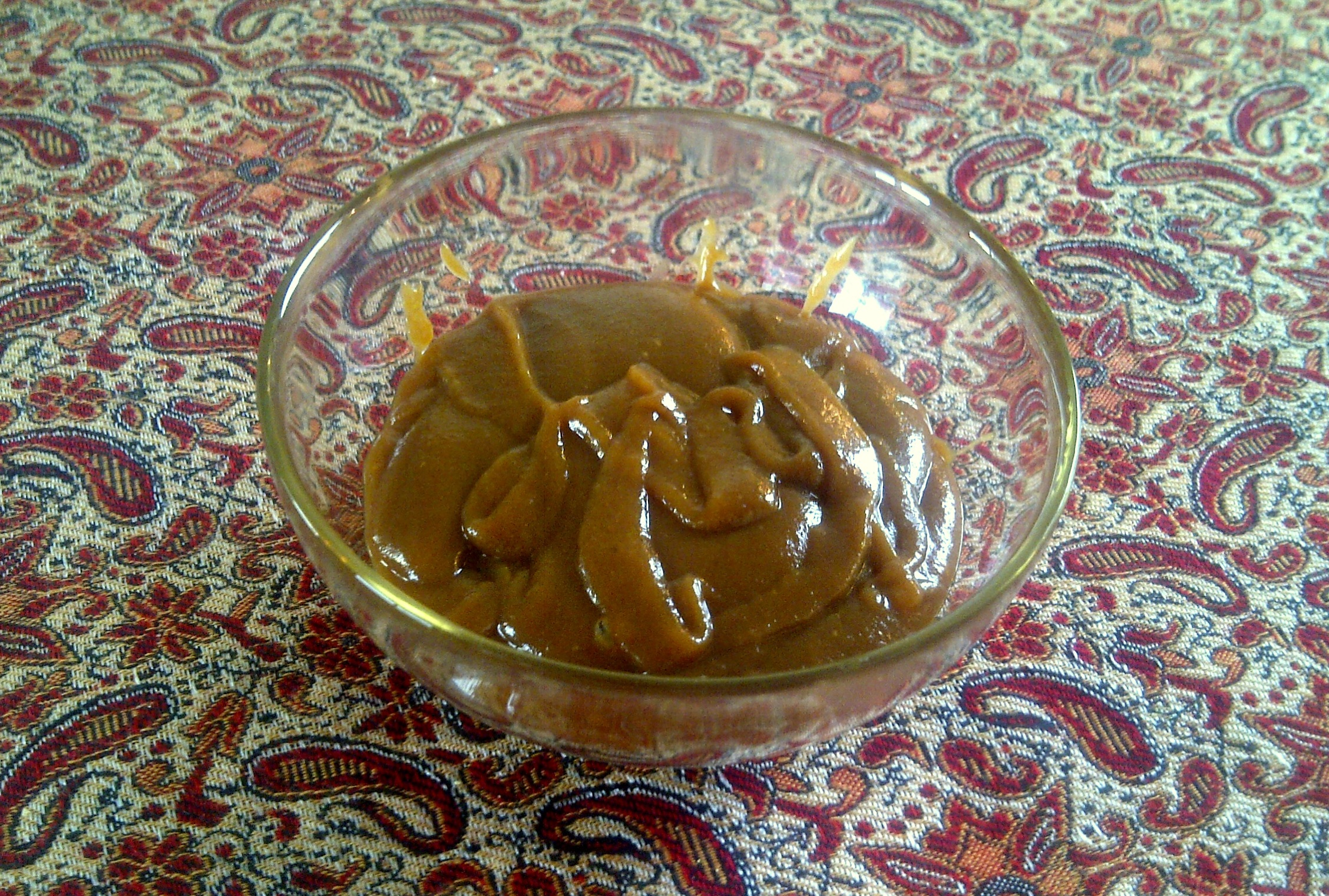
Samanou
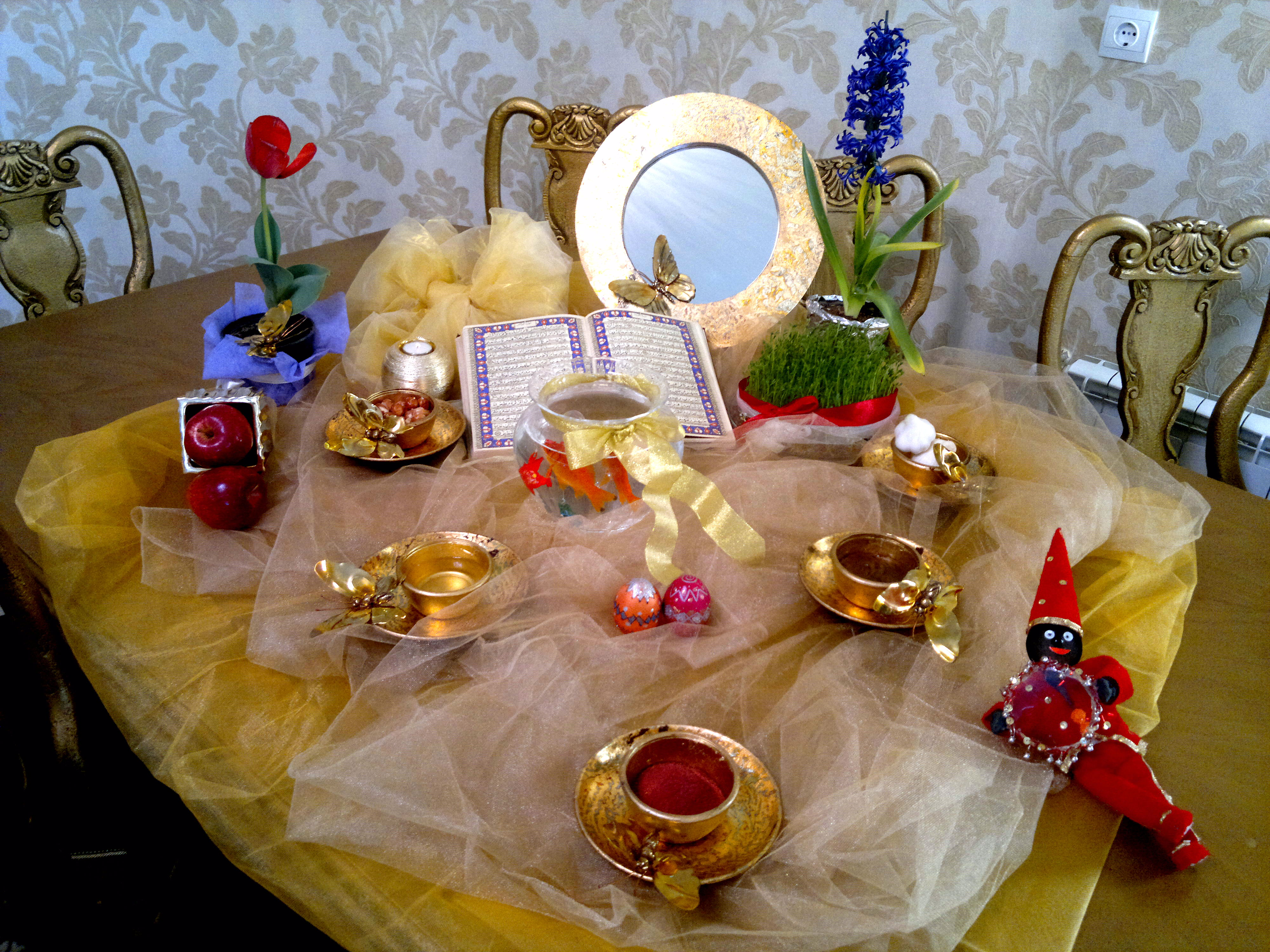
Dekorationsbeispiel